# Петар Станковић Љуба
Петар Станковић Љуба (Орашје, код Власотинца, 1. јул 1923 — Београд, 8. фебруар 1983) био је учесник Народноослободилачке борбе, генерал-мајор ЈНА и народни херој Југославије.

## Биографија
Рођен је 1. јула 1923. године у селу Орашју, код Власотинца. Имао је тешко детињство, па је 1936. године у својој тринаестој години морао отићи у Београд, да тражи посао. Код једног мајстора је учио занат и радио тешке физичке послове. Због лоших услова, али и малтретирања од стране мајстора, напустио је занат и отишао у село Дебељачу, код Панчева. Ту је извесно време радио као физички радник, а потом је отишао у Бачку, где је живео и радио у селу Торжу, код Врбаса. Након тога је у Нишу радио као грађевинац. Неколико месеци пред почетак Другог светског рата је био отеран с посла, јер се повредио на градилишту и био онеспособљен за рад. Након тога се вратио у родно место.
Априлски рат и окупација Југославије, 1941. године, затекли су га у свом селу, где се повезао са члановима Комунистичке партије Југославије (КПЈ), који су радили на припремама оружаног устанка. Убрзо потом је био примљен у чланство Савеза комунистичке омладине Југославије (СКОЈ) и постао је члан илегалне десетине, формиране у његовом селу. Крајем јула 1941. године, заједно са овом десетином је учествовао у неколико првих оружаних акција на прузи Лесковац–Грделица.
Након неколико успешних акција, 15. августа 1941. године с борцима из своје десетине је ступио у Лесковачки партизански одред. Први свој подвиг у овом одреду, Петар је направио када је разоружао групу четника Косте Пећанца у селу Оруглица. Као награду за овај подвиг, добио је пушкомитраљез. Потом је учествовао у многим борбама — ослобођењу Власотинца, одбрани Лебана, затим у борби против специјалних јединица Српске државне страже (СДС), борбама против четника на територији Власотиначког среза, борбама у Црној Трави, нападу на Трговиште и Пчињу, уништењу Сврљишког четничког корпуса у селу Косанчићу, код Бојника.
Због својих заслуга у борби, био је постављен за команданта Црнотравског омладинског батаљона и 1943. године примљен у чланство Комунистичке партије Југославије. Посебно се истакао у борбама током 1943. и 1944. године. Почетком 1944. године једна одред немачке жандармерије се на Пасјачи сукобио са Другом јужноморавском бригадом. Петар је тада, иако је био командант батаљона, дошао до стрељачког строја и пришао групи Немаца и потом их засуо бомбама и на тај начин их уништио. После ове акције, био је јавно похваљен.

### Послератни период
По окончању рата и ослобођењу Југославије, завршио је четири разреда гимназије и малу матуру, а потом и Пешадијску официрску школу, Противавионску официрску школу, Вишу војну академију и Ратну школу ЈНА. У Југословенској народној армији (ЈНА) налазио се на дужностима команданта пука, начелника Штаба зоне Противваздушне одбране (ПВО) и др. Пензионисан је 1975. године у чину генерал-мајора ЈНА.
Године 1979. написао је књигу Власотинце и околина у ратовима и револуцији 1903—1945.
Умро је 1983. године у Београду и сахрањен је у Алеји заслужних грађана на Новом гробљу у Београду.
Носилац је Партизанске споменице 1941. и других југословенских одликовања, међу којима су — Орден заслуга за народ са сребрним зрацима, Орден за храброст и два Ордена партизанске звезде са пушкама. Орденом народног хероја одликован је 9. октобра 1953. године. За своје заслуге у току Народноослободилачког рата одликован је и совјетским Орденом отаџбинског рата другог реда.